# Braunit
Braunit je mineral silikat koji sadrži i dvo- i trovalentni mangan kemijske formule: Mn2+Mn3+6SiO12. Uobičajene nečistoće (primjese) su željezo, kalcij, bor, barij, titanij, aluminij i magnezij.
Braunit se javlja u vidu sivo/crnih tetragonalnih kristala tvrdine 6 - 6,5 po Mosovoj skali.